# 로돌포 가르시아
로돌포 가르시아(스페인어: Rodolfo García, 1946년 2월 23일 ~ 현재)는 아르헨티나의 드러머이자 프로듀서이다. 1960년대 아르헨티나의 록을 개척하였다는 말을 듣는 초기 아르헨티나 록계의 음악인 중 한 명이며, 루이스 알베르토 스피네타, 에델미로 몰리나리, 에밀리오 델 게르시오와 함께 밴드 알멘드라를 결성해서 활동하였다. 이후에는 스페인어의 팝록계의 기둥이라 불리는 밴드이자, 아르헨티나의 또다른 역사적 밴드 아켈라레에서 드러머를 맡았다.
솔로 가수를 하지 않고 백 보컬로만 참여했음에도 불구하고 알멘드라에 있던 시절에 부른 〈Campos Verdes〉 (1969)와 〈Silencio Marginal〉 (1973)은 각 그룹에서 눈에 띄는 놀라운 성공을 거두었다.
로돌포 가르시아는 1969년 테아트로 콜론 오케스트라에서 드러머이자 타악기 연주자로 활동하며 명성을 떨치기도 하였다.